# Tuerie de masse

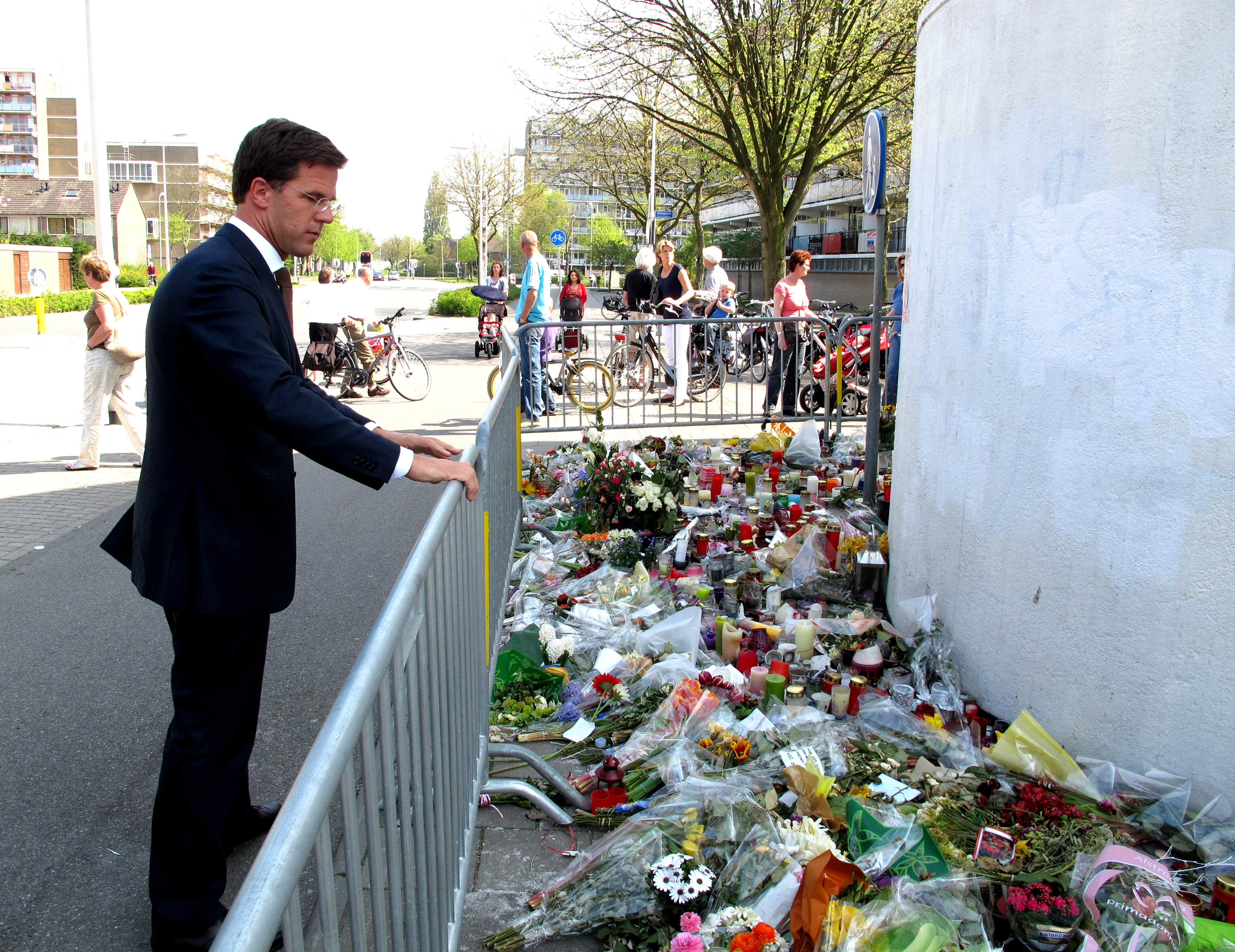
Mark Rutte, Premier ministre des Pays-Bas, devant un mémorial de fortune érigé après la fusillade d'Alphen-sur-le-Rhin, en 2011.

Une tuerie de masse est l'assassinat de plusieurs personnes en une courte période. Le FBI les définit comme quatre meurtres ou plus survenant lors d'un événement particulier, sans répit entre les meurtres. Elle survient typiquement en un même lieu, où un nombre important de victimes sont tuées par un individu (ou plus). Les tueries de masse se soldent généralement par le suicide de leur auteur, quand il n'a pas été abattu par les services de police. Mais il arrive que les meurtriers se constituent prisonniers ou parviennent à être arrêtés vivants. L'acte peut avoir un motif raciste, sexiste,, terroriste (visant alors souvent des bâtiments symboliquement représentatifs d'une culture, tels un cinéma, un lieu de culte ou un centre commercial), social (en réaction à un licenciement ou à la suite d'un litige avec l'employeur) ou découler de troubles psychologiques de l'individu ou de son groupe (les cibles semblent alors prises au hasard). Les armes à feu sont presque toujours les armes utilisées.
En 1986, Dietz décrit trois principaux sous-types contemporains de meurtrier de masse, qui sont respectivement :
1. l'auteur d'une tuerie familiale (typiquement dues à un homme dépressif, souvent alcoolique, qui va abattre des membres de sa famille et/ou des proches)[5] ;
2. le pseudocommando[5] ;
3. le set and run killers[5].

Les morts par tueries de masse retiennent plus l'attention, mais ils ne sont qu'une petite part des morts par arme à feu (ils représentent moins de la moitié de 1 % des personnes abattues aux États-Unis par exemple, pays où en 2015, plus de 12 000 homicides par arme à feu ont été recensés). Parmi les tueries de masse les plus meurtrières par arme à feu figurent les attentats de Christchurch (2019, 51 morts), la fusillade de Las Vegas (2017, 61 morts) les attentats d'Oslo et d'Utøya (2011, 69 morts) les attentats du 13 novembre (2015, 130 morts) et les attaques à Bombay du 26 au 29 novembre (2008, 175 morts).

## Auteurs de massacres de masse
Les tueries de masse sont le fait d'individus, des hommes dans la quasi-totalité des cas ayant eu lieu aux États-Unis (95.7%), ou d'organisations.
Les plus grandes tueries de masse connues dans l'histoire ont été les tentatives d'exterminer des groupes entiers ou des communautés de personnes, souvent au prétexte de leur ethnicité ou de leur religion. Quelques-unes de ces tueries de masse sont reconnues juridiquement comme des génocides ou des crimes contre l'humanité, qui sont des délits ayant une définition internationale, mais souvent de tels crimes ont été perpétrés sans qualification pénale ni poursuites judiciaires.
Les tueries de masse peuvent être aussi des meurtres intentionnels et sans discrimination où une grande quantité de personnes est assassinée sous l'égide d'un gouvernement avec par exemple le tir sur des manifestants désarmés, les tapis de bombes sur des villes, le jet de grenades dans des cellules de prisons ou l'exécution au hasard de civils.
Les tueurs de masse sont différents des tueurs à la chaîne, lesquels tuent dans deux sites ou plus, sans marquer de temps d'arrêt entre les meurtres et ne se définissent pas par le nombre de victimes. On les distingue aussi des tueurs en série qui peuvent tuer un grand nombre de personnes sur de longues périodes de temps.

## Tueries de masse par un État
Le concept de tueries de masse sous l'autorité d'un gouvernement couvre une certaine gamme de tueries potentielles définies comme meurtres intentionnels et non-discriminés d'un grand nombre de personnes par des agents d'un gouvernement :
- le génocide qui est la destruction délibérée et systématique d'un groupe sur des bases ethniques, religieuses ou nationales. Cependant, les définitions du génocide varient parmi les différentes écoles, la définition légale se trouve dans la Convention pour la prévention et la répression du crime de génocide (CPPCG. Considérant que la CPPCG est entrée en vigueur en 1951, il y a trois cas de génocides fondés et déférés aux Cours internationales : le génocide de Srebrenica et le génocide du Rwanda.Il y a eu un nombre d'autres constats de génocides sous lois municipales et un nombre de génocides dans l'histoire tels que le Génocide arménien et la Shoah. Ils sont considérés comme des génocides mais survinrent avant les lois internationales définissant et interdisant le génocide promulguées en 1948, aussi les criminels qui furent convaincus d'avoir pris part à ces génocides historiques ont été reconnus coupables de crimes contre l'humanité et d'autres crimes spécifiques comme le meurtre.
- les tueries de masse ou l'assassinat de groupes politiques particuliers dans un pays, tels que la Terreur puis la Terreur blanche en France ou la Terreur rouge en Russie, les Grandes Purges de Joseph Staline, les campagnes de suppression de contre-révolutionnaires de Mao Zedong, les champs de massacres de Pol Pot, les massacres de la partition de l'Inde ou les massacres de Hama, d'Amritsar, de Tlatelolco et les tueries de masse de communistes par le Nouvel ordre de Suharto.
- les massacres délibérés de prisonniers en temps de guerre par les forces d'un état militariste, comme ceux de l'empire du Japon, les Soviétiques et l'Allemagne nazie pendant la Seconde Guerre sino-japonaise et la Seconde Guerre mondiale : le massacre de Nankin, les massacres de Paracuellos en 1936 par les républicains de la région de Madrid durant la guerre civile espagnole, le massacre de Katyń d'officiers polonais en 1940 et les massacres de prisonniers du NKVD après le lancement de l'opération Barbarossa, les massacres de la Politique des Trois Tout et les massacres de juifs soviétiques à Babi Yar.
- les tueries de masse de civils pendant la guerre totale, spécialement via le bombardement stratégique, comme le bombardement de Chongqing, le Bombardement de Tokyo, le Blitz, le bombardement de Dresde et le bombardement de Hambourg ou les bombardements atomiques de Hiroshima et Nagasaki[10].
- les actions dans lesquelles les États causent la mort d'un grand nombre de gens, que le scientifique politique Rudolph Joseph Rummel appelle « démocide », qui, en plus des cas cités ci-dessus, incluent des désastres causés par l'État, comme l'Holodomor en Union soviétique[11], et les effets désastreux du Grand Bond en avant et de la révolution culturelle en république populaire de Chine[12].

## Tuerie de masse exécutée par un individu seul
L'expression « tuerie de masse » est utilisée de plus en plus communément dans les médias au début du XXIe siècle (comme équivalent du concept anglais « mass shooting » utilisé pour évoquer un tireur isolé tirant dans une foule). Elle décrit le geste d'un individu (rarement deux, presque toujours un homme) se livrant à des actions meurtrières ; souvent sans mobile apparent et dans des lieux publics (école, université, lieu de culte, plage, zone militaire) mais avec comme point commun (presque toujours) l'utilisation d'armes à feu (généralement achetée en toute légalité). Les tueurs de masse laissent souvent des messages écrits ou enregistrés ou des journaux intimes dans lesquels ils annoncent leur acte.
Aux États-Unis 26 tueries ont eu lieu dans une église, 26 dans une école élémentaire, 49 dans un nightclub et 58 dans un festival de musique-country,.
Certains auteurs comme Olivier Hassid et Julien Marcel (2012) estiment qu'il s'agit d'un nouveau type de tueur, permis par l'arrivée sur le marché d'armes d'assaut et souvent inspiré de la figure « sensationnelle » du commando solitaire (selon Park Dietz), et bien différent du tueur en série, inexistant avant les années 1960 et plus fréquents « depuis les années 1970 et 1980 jusqu’à nos jours ». Hassid et Marcel comptaient en 2012 environ 120 tueurs de masse ayant sévi dans le monde à partir des années 1980, ayant assassiné environ huit cents personnes et fait plus de mille blessés de 1984 à 2011. La moitié des cas se sont déroulés aux États-Unis et le reste un peu partout dans le monde sauf en Afrique et en Amérique du Sud (où cependant d'autres formes de violence armée sont très prégnantes). La tendance aux séries pourrait en partie au moins être due au « copycat » (phénomène de reproduction d'événements rares après que les médias en aient beaucoup parlé).
Selon Auxéméry (2011) « Le meurtre de masse peut résulter des expressions particulières du passage à l’acte psychotique, mais les classifications criminologiques n’évoquent l’item de la maladie mentale que de façon anecdotique ».
Le meurtrier est souvent caractérisé par des « traits rigides obsessionnels et narcissiques », une double tendance au suicide et l'homicide (certains psychologues parlent même d'« Homicide-suicide »), ne se sentant pas inséré dans le monde et doté d'un sentiment d'omnipotence quand il est armé sans ou avec peu d'antécédents agressifs envers autrui, fasciné depuis longtemps par les armes à feu, et souvent par un autre criminel de masse très médiatisé, cherchant dans son action une célébrité posthume.

### États-Unis

Nombre de tués par an par tuerie de masse aux États-Unis, de 1982. Le nombre de morts augmente, pour un nombre d'événements (tueries) resté stable ou en légère régression.

Ce pays est actuellement le plus concerné : de manière générale le risque de mourir par arme à feu aux États-Unis est beaucoup plus élevé que dans tout pays comparable (riche et non-concerné par une guerre civile) ; plus de 33 000 personnes meurent chaque année par armes à feu (accidents, homicides et suicides) ; c’est plus que les accidents de la circulation du pays et l'équivalent tous les 10 ans de la population de l'Islande.
Une étude des fusillades de masse dans 171 pays a conclu que de 1966 à 2012 plus du tiers de ces fusillades ont eu lieu aux États-Unis (avec selon Lankford son auteur, une corrélation entre le nombre de tirs en masse dans un pays et le taux de possession d'armes à feu) ; c'est parmi les pays en paix celui où le risque de mourir d'une arme à feu ou dans une tuerie de masse est le plus élevé.
Les tueurs sont dans la quasi-totalité des cas (95.7%) des hommes.
Selon James Alan Fox (criminologue et enseignant à l’université Northeastern) depuis la fin des années 1970, les États-Unis connaissent une moyenne de vingt « fusillades de masse » par an, et selon Hjelmgaard outre que le nombre de morts augmente en raison de la diffusion d'armes de plus en plus perfectionnées, le nombre de cas augmenterait à nouveau avec en 2015-2016 (383 fusillades en 2016 contre 333 en 2015 selon Gun Violence Archive).
Les médias américains ont recensé 41 tueries de masse en 2019, le chiffre le plus élevé depuis les années 1970.

### Asie

#### Chine
La Chine a connu au moins deux tueries de masse.

#### Népal
La fusillade de Nagarkot, constitue l'une des pires tueries de masse moderne au Népal, le 14 décembre 2005, un militaire, âge de 26 ans, abat onze personnes et 19 autres.

#### Corée du Sud
La Corée du Sud, quant à elle, a connu la plus grande tuerie de masse de l’histoire, à l’époque, lorsqu’un policier, âgé de 27 ans au moment des faits, nommé Woo Bum-Kon assassine 57 personnes, et en blesse 35 autres avant de se suicider. Connu aujourd'hui sous le nom de « massacre d’Uiryeong », cet évènement est la plus grande tuerie de masse de l'histoire moderne commise par un seul auteur, et reste la troisième plus meurtrière, n’étant dépassée plus tard que par les attentats d'Oslo et d'Utøya et la fusillade de Las Vegas.
Le 18 février 2003, Kim Dae-han, un ancien chauffeur de taxi au chômage, âge de 56 ans à l’époque, voulant se suicider, déclenche un incendie à l’intérieur du métro de Daegu, l’incendie se propage dans toute la station en quelques minutes, provoquant la mort de 192 personnes, 151 autres, seront blessées.

#### Thaïlande
Entre le 8 et 9 février 2020, un soldat de l'armée royale thaïlandaise, Jakrapanth Thomma agé de 31 ans lors de sa mort, a abattu au moins 26 personnes et en a blessé 58 autres lors de la fusillade de Nakhon Ratchasima dans la ville de Nakhon Ratchasima, en Thaïlande. Trois personnes sont par la suite mortes à l’hôpital, ramenant le total de morts à 30, incluant le tueur, qui a été abattu par la police.
Le 6 octobre 2022, l'attaque du 6 octobre 2022 à Na Klang a lieu, un homme, nommé Panya Khamrab, 34 ans aux moments des faits, armé d'un pistolet et d'un couteau, a tué 39 personnes dans la province de Nong Bua Lamphu, en Thaïlande. L'attaque s'est principalement produite dans une crèche. Il s'agit de la tuerie de masse la plus meurtrière commise par un seul auteur en Thaïlande.

### Australie et Nouvelle-Zélande
En 1996, un homme armé Martin Bryant 28 ans tue 35 personnes sur un site touristique en Tasmanie. À la suite de cette tuerie, l'Australie a renforcé sa législation sur le contrôle des armes à feu. Par la suite, aucune nouvelle tuerie n'a lieu, alors que l'Australie avait subi 13 fusillades de masse (104 morts) dans les 18 années qui avaient précédées cette nouvelle loi[réf. nécessaire].
La tuerie de Christchurch en 2019 en Nouvelle-Zélande a fait 51 morts parmi la communauté musulmane.

### Canada
Les fusillades de masse notables au Canada comprennent la tuerie de l'École polytechnique en 1989 et, la Tuerie de 2020 en Nouvelle-Écosse, la plus meurtrière à ce jour, et qui aura pour conséquence que le premier ministre canadien Justin Trudeau annonce le 1er mai 2020 l'interdiction par décret de 1500 modèles d'armes d'assaut de type militaire.
- 1975 : Fusillade de l'école secondaire Centennial : 2 morts
- 1975 : Fusillade de St. Pius X High School : 2 morts
- 1984 : Fusillade du 8 mai 1984 à l'hôtel du Parlement du Québec: 3 morts et 13 blessés.
- 1989 : Tuerie de l'École polytechnique de Montréal : 15 morts
- 1992 : Tuerie de l'Université Concordia : 4 morts
- 1999 : Tuerie d'OC Transpo : 4 morts
- 1999 : Fusillade de W. R. Myers High School : 1 mort
- 2006 : Fusillade au Collège Dawson : 2 morts
- 2012 : Attentat du Métropolis qui visait la première ministre du Québec Pauline Marois: 1 mort
- 2012 : Fusillade de l'Université d'Alberta (en): 3 morts
- 2013 : Fusillade du 5 avril 2013 à Gatineau : 2 morts
- 2014 : Fusillade de 2014 à Moncton : 3 morts
- 2014 : Tuerie d'Edmonton (en) : 9 morts
- 2016 : Fusillade du La Loche Community School : 4 morts
- 2017 : Attentat de la grande mosquée de Québec : 6 morts
- 2018 : Tuerie de Fredericton (en) : 4 morts
- 2020 : 
  - Tuerie de 2020 en Nouvelle-Écosse : 22 morts.
  - Attaque du 31 octobre 2020 à Québec : 2 morts et 5 blessés.
- 2023 : 
  - Attaque du 13 mars 2023 à Amqui : 3 morts et 8 blessés.
  - Attentat à la garderie de Laval : 2 morts et 6 blessés.

### Europe
- La Norvège a été endeuillée en 2011 par les attentats d'Oslo et d'Utøya qui ont fait soixante-dix-sept victimes[13].
- En Turquie, la fusillade de l'université d'Eskişehir Osmangazi a fait 4 morts et 3 blessés en 2018[27].
- En France, les principales tueries par arme à feu sont :
  - La tuerie de Nanterre est une tuerie de masse survenue le 27 mars 2002 à la mairie de Nanterre (France), au terme d'une séance du conseil municipal.
  - Les attentats de janvier 2015 à Paris ont fait 17 victimes par arme à feu.
  - Les attentats du 13 novembre 2015 (principalement à Paris) ont entrainé la mort de 130 personnes et l'hospitalisation de 413 blessés.
- En Finlande, deux fusillades importantes ont eu lieu depuis les années 2000 : la fusillade de Kauhajoki (11 morts et 11 blessés, 2008, en milieu scolaire) et la fusillade du centre scolaire de Jokela (9 morts et 13 blessés, 2007).
- Au Royaume-Uni, la fusillade de Cumbria en 2010 a fait 13 morts et 11 blessés. La fusillade de Plymouth a lieu en 2021.
- En Suisse, la fusillade de Zoug en septembre 2001 dans le parlement cantonal a causé la mort de 15 personnes et en a blessé 18.
- En Allemagne, les principales tueries par arme à feu sont :
  - La tuerie de l'école d'Eppstein – 1983, 6 morts et 21 blessés
  - La tuerie de Johann Gutenberg - 2002, 17 morts
  - La fusillade de Winnenden – 2016, 16 morts
  - La fusillade de la cour d'Euskirchen - 1994, 7 morts et 8 blessés
  - Les attentats de Hanau – 2020, 11 morts et 6 blessés
  - La fusillade de l'hôpital de Lörrach - 2010, 4 morts et 18 blessés
  - La fusillade du 22 juillet 2016 à Munich – 2016, 9 morts et 36 blessés
  - La fusillade de Rot am See – 2020, 6 morts et 2 blessés

#### Serbie
En Serbie, une importante présence des armes et une culture des armes à feu explique plusieurs drames parmi lesquels :
- la fusillade du village de Jabukovac - juillet 2007, 9 morts, 7 blessés[28] ;
- la fusillade près de Mladenovac - avril 2013, 13 morts[28] ;
- la fusillade du mariage à Senta - 2015, 6 morts[28] ;
- la fusillade du café de Zitiste - 2016, 5 morts[28] ;
- la fusillade de l'école primaire Vladislav Ribnikar - 3 mai 2023, 9 morts ;
- la fusillade du 4 mai 2023 fait au moins 8 morts.

La Serbie a des lois strictes sur les armes à feu mais aussi l'un des taux de possession d'armes à feu par habitant les plus élevés au monde,. En 2018, ce pays des Balkans se place au troisième rang des pays du monde, derrière les États-Unis et le Yémen, pour la circulation des armes à feu avec 39 armes pour 100 habitants. D'après les données de l'ONG suisse Small Arms Survey, il y avait 2,7 millions d'armes à feu détenues par les civils en Serbie en 2018. 1,18 million étaient officiellement enregistrées et 1,53 million étaient non déclarées. De nos jours, des centaines de milliers d'armes à feu circulent dans le pays. 765 000 armes, dont plus de 232 000 pistolets, sont légalement enregistrées en Serbie, un état d'environ 7 millions d'habitants. Une partie de l'arsenal ayant servi à perpétrer les attentats de 2015 en France provenait des Balkans.
Pendant les années 1990, les conflits liés à l'éclatement de la Yougoslavie ont favorisé la circulation de nombreuses armes à feu dans la région. Une fois la paix revenue, les armes ont continué à être produite par les industries de l'armement locale et les stocks de l'armée ont été détournés. Aujourd'hui encore, les armes sont relativement bon marché : une arme de poing s'achète 150 euros, un fusil d'assaut 250 euros, et beaucoup sont exportées. La culture des armes marque la société serbe : ainsi, pendant les célébrations, il est fréquent que des gens tirent en l'air. Les armes à feu sont employées pour régler les différends quotidiens. De plus, la pratique de la chasse est très répandue. Les stands de tirs sont très populaires en Serbie.
Pourtant, le port d'armes à feu est encadré en Serbie : les mineurs ne peuvent en avoir une qu'avec un permis délivré par la police,. Le port d'armes est conditionné à un examen médical qui doit être refait tous les cinq ans. Pour pouvoir posséder une arme, il ne faut pas avoir été condamné pour un crime, ne pas présenter de trouble mental, d'alcoolisme ou de consommation de drogues. La fusillade de l'école élémentaire Vladislav Ribnikar s'est produite la veille, ce qui a conduit le gouvernement serbe à proposer une réglementation plus stricte sur la possession d'armes à feu.

## Une certaine saisonnalité
Dans l'hémisphère-Nord, d'après une analyse de 273 cas de tueries de masse survenues de 1996 à 2013 dans le monde les mois de mars-avril semblent statistiquement propices aux tueries de masse (57 cas sur 273) et aux actes terroristes, avec par exemple les actes de Timothy McVeigh à Oklahoma City en 1995, la tuerie de Columbine, l'attentat du marathon de Boston, puis le carnage de Waco ou de Virginia Tech ; globalement, le printemps regrouperait 27,8 % de ces 273 cas, devant l'été (26,3 %) puis l'automne (23,8 %) et enfin l'hiver (22,1 %).

## Tueries de masse par le terrorisme
Les attentats du 11 septembre 2001, avec leurs milliers de victimes, constituent une si importante tuerie de masse qu'elle est exclue des statistiques annuelles du FBI sur le crime, de peur de biaiser les statistiques.
En France, le concept de terrorisme se développe au XIXe siècle[Information douteuse] avec les attentats de la rue Saint-Nicaise en 1800 (22 morts) contre Bonaparte, celui de Fieschi en 1835 contre Louis-Philippe (19 morts) et celui d'Orsini contre Napoléon III en 1858 (12 morts)[source insuffisante]. Il reste toutefois ciblé contre une personne, même si dans ces trois cas, la cible n'est pas atteinte et des victimes civiles sont touchées.
Au XXIe siècle, le terrorisme islamiste banalise la tuerie de masse avec les attentats de Madrid de mars 2004 (191 morts), ceux de Londres de juillet 2005 (56 morts), ceux de Bombay de novembre 2008 (188 morts), ceux de Moscou de mars 2010 (39 morts), celui de Nairobi de septembre 2013 (68 morts), ceux de Paris de novembre 2015 (130 morts), ceux de Bruxelles en 2016 (32 morts), celui d'Orlando en juin 2016 (49 morts), celui de Nice en 2016 (86 morts). Au Moyen-Orient, l'organisation État islamique commet des tueries de masse en Irak et en Syrie à partir de 2013,. Au Nigeria, au Tchad et au Cameroun, le groupe armé Boko Haram, affilié à l'État islamique, commet de multiples massacres dans les années 2010.

### Romans
- Sugar Baby, de Philippe Bartherotte.

### Documentaires
- Bowling for Columbine par Michael Moore (qui met en avant la fascination des américains pour les armes et la facilité de se procurer des armes légères de plus en plus meurtrières ; sorti en salles aux États-Unis en octobre 2002 ; Prix spécial du jury de la 55eédition du Festival de Cannes et Oscar du meilleur documentaire.
- Elephant de Gus Van Sant (retraçant l'histoire de la fusillade de Columbine aux États-Unis).

### Infographie
- Want to fix gun violence in America? Go local, par Aliza Aufrichtig, Lois Beckett, Jan Diehm and Jamiles Lartey (The guardian), Analyses cartographiques montrant qu'aux États-Unis environ la moitié des victimes de tueries de masse le sont dans 127 grandes villes où vit environ 1/4 de la population.